# Jateorhiza macrantha
Jateorhiza macrantha är en tvåhjärtbladig växtart som först beskrevs av Joseph Dalton Hooker och fick sitt nu gällande namn av Arthur Wallis Exell och Mendonca. 
Jateorhiza macrantha ingår i släktet Jateorhiza och familjen Menispermaceae. Inga underarter finns listade i Catalogue of Life.